# Lasiurus
Lasiurus — рід рукокрилих, родини Лиликові. Назва Lasiurus походить від грец. λάσιος — «волохатий» і грец. ουρά — «хвіст». Ці кажани Нового Світу мають поширення від Канади до Аргентини, маючи колонія також на Галапагоських та Гавайських островах. Вони є досить добре вивчені в Північній Америці й недостатньо вивчені в Південній.

## Характеристика
Види цього роду мають помітні відмінності в розмірах. Довжина голови й тіла: від 50 до 90 мм, хвіст довжиною від 40 до 75 мм, передпліччя довжиною від 37 до 57 мм, вага від 3 до 6 гр. Це кремезні, довгокрилі кажани з швидким і сильним польотом, кілька видів літають протягом частини дня, особливо коли мігрують восени на південь. під час спочинку вони звисають з гілок, зазвичай приховані листям дерев і не використовують печери. Особливістю цього роду є те, що зовнішня поверхня міжстегнової мембрани добре вкрита волоссям щонайменше на половині довжини, а частіше по всій довжині.

## Види
- Lasiurus arequipae Málaga, Díaz, Arias & Medina, 2020
- Lasiurus atratus Handley, 1996
- Lasiurus blossevillii (Lesson e Garnet, 1826)
- Lasiurus borealis (Müller, 1776)
- Lasiurus castaneus Handley, 1960
- Lasiurus cinereus (Palisot de Beauvois, 1796)
- Lasiurus degelidus Miller, 1931
- Lasiurus ebenus Fazzolari-Corrêa, 1994
- Lasiurus ega (Gervais, 1856)
- Lasiurus egregius (Peters, 1870)
- Lasiurus insularis Hall & Jones, 1961
- Lasiurus intermedius (H. Allen, 1862)
- Lasiurus minor Miller, 1931
- Lasiurus pfeifferi (Gundlach, 1861)
- Lasiurus salinae Thomas, 1902
- Lasiurus seminolus (Rhoads, 1895)
- Lasiurus varius (Poeppig, 1835)
- Lasiurus xanthinus Thomas, 1897